# 23685 Toaldo
23685 Toaldo este un asteroid din centura principală de asteroizi.

## Descriere
23685 Toaldo este un asteroid din centura principală de asteroizi. A fost descoperit pe 1 mai 1997 la Observatorul San Vittore din Bologna. El prezintă o orbită caracterizată de o semiaxă mare de 2,61 ua, o excentricitate de 0,17 și o înclinație de 11,5° în raport cu ecliptica.